# Estación de Roux
La estación de Roux es una estación de tren belga situada en Charleroi, en la provincia de Henao, región Valona.
Pertenece a la línea  de S-Trein Charleroi.

## Situación ferroviaria
La estación se encuentra en la línea 124 (Bruselas-Charleroi).

## Intermodalidad
| Línea | Procedencia          | Parada    | Destino         |
| ----- | -------------------- | --------- | --------------- |
| 41    | CHARLEROI Beaux-Arts | ROUX SNCB | JUMET Madeleine |